# Dansk etymologisk ordbog
Dansk etymologisk ordbog – Ordenes historie af Niels Åge Nielsen, udgivet på Gyldendals forlag, er den mest anvendte etymologiske ordbog for det danske sprog.[kilde mangler]
Ordbogen udkom første gang i 1966, og 6. udgave kom i 2010 (ISBN 978-87-02-09830-3). Bogen er udgivet i serien Gyldendals Røde Ordbøger og som tillæg til Den Store Danske Encyklopædi (særoplag af 4. udgave, ISBN 87-7789-000-0).
Ordbogen beskæftiger sig næsten udelukkende med arveord, dvs. ord, der ikke i nyere tid er indlånt fra andre sprog, blandt andet engelsk, fransk, latin eller græsk.
Ordbogen medtager også de talrige låneord fra tysk (der er blevet en fast del af det danske sprog).
Med sine talrige litteraturhenvisninger er ordbogen den mest autoritative danske etymologiske ordbog.[kilde mangler]
Dansk etymologisk ordbog må ikke forveksles med en bog med samme titel som Edwin Jessen udgav i 1893.